# Neozephyrus taxila
Neozephyrus taxila är en fjärilsart som beskrevs av Bremer 1861. Neozephyrus taxila ingår i släktet Neozephyrus och familjen juvelvingar. Inga underarter finns listade i Catalogue of Life.